# Метлок (4. сезона)
Четврта сезона серије Метлок је емитована од 19. септембра 1989. до 8. маја 1990. године и броји 24 епизоде.

## Опис
Кларенс Гилјард мл. се придружио главној постави на почетку сезоне.

## Улоге

### Главне
- Енди Грифит као Бен Метлок
- Ненси Стафорд као Мишел Томас
- Џули Сомарс као ПОТ Џули Марч
- Кларенс Гилјард мл. као Конрад МекМастерс

### Епизодне
- Кен Холидеј као Тајлер Хадсон (Епизоде 4 и 14)

## Епизоде
| Бр. еп. (укупно) | Бр. еп. (у сезони) | Наслов                | Редитељ          | Сценариста                                                            | Премијера           | Гледаност у U.S. (милиони) |
| --- | ------------------ | --------------------- | ---------------- | --------------------------------------------------------------------- | ------------------- | -------------------------- |
| 69 | 1                  | "Уклети лов (1. део)" | Роберт Ширер     | Синопсис: Ен Колинс Сценарио: Дин Харгров и Џоел Штајгер              | 19. септембар 1989. | 28.40                      |
| Метлок путује у Мантео у Северној Каролини како би бранио Спенсера Хамилтона, Френковог брата, који је погинуо у несрећи у лову на патке. Кад је Рајан Бартел упуцан, одмах после Френковог брата, Метлоку се обратио згодни млади шериф Конрад МекМастерс како би пронашао доказе за убиство Рајана. Прва појава Конрада МекМастерса. |                    |                       |                  |                                                                       |                     |                            |
| 70 | 2                  | "Уклети лов (2. део)" | Роберт Ширер     | Синопсис: Ен Колинс Сценарио: Дин Харгров и Џоел Штајгер              | 19. септембар 1989. | 28.40                      |
| Кад је Конрад смирио Метлока, јер је схватио да су му сместили сву дрогу у колима, Матлок је почео да истражује тројицу који су убили Бартела и открио да са тројица лажу. На крају је Метлок запослио Конрада као пуноправног ортака и личног истражитеља у Атланти, а Конрад је напустио родни Мантео у Северној Каролини. |                    |                       |                  |                                                                       |                     |                            |
| 71 | 3                  | "Добар дечко"         | Кристофер Силбер | Дејвид Хофман и Лесли Дерил Зерг                                      | 26. септембар 1989. | 23.90                      |
| Син једне жене мрзи то што његова мајка има новог мужа и своја осећања о томе не крије. Њен муж, осећајући да њеног сина треба довести у ред, жели да га пошаље у војску. Али кад је он то одбио, очух му је рекао да ће, ако не оде, његова мајка знати шта он ради. Због тога га је он убио. На крају је његова мајка ухапшена па је Бен брани. |                    |                       |                  |                                                                       |                     |                            |
| 72 | 4                  | "Бестселер"           | Кристофер Хиблер | Роберт Шлит                                                           | 10. октобар 1989.   | TBA                        |
| Док је Метлок у Тексасу због заступничког скупа, Џули Брани Филипа Слејтона, човека оптуженог за убиство своје супруге. Појава Тајлера Хадсона. |                    |                       |                  |                                                                       |                     |                            |
| 73 | 5                  | "Бивши"               | Харви С. Ледмен  | Дајана Копалд Маркус                                                  | 17. октобар 1989.   | 19.00                      |
| Џули одлази у Балтимор како би бранила човека који је оптужен за убиство уредника једних новина који је користио његово име у преносима. Џули је питала Метлока да ли ће Конрад нешто истраживати јер има превише посла па је Метлок морао да ради већину истраживања са Џули која је била са бившим супругом. |                    |                       |                  |                                                                       |                     |                            |
| 74 | 6                  | "Шаљивџија"           | Лео Пен          | Линколн Киби                                                          | 24. октобар 1989.   | 23.70                      |
| Шаљивџија Хомер Флеминг је замолио Бена Метлока да га заступа јер је оптужен да је убио свог ортака Сајмона. Кад је Конрад рекао Метлоку да је почео да се занима за истражитељски рад док је био у циркусу, Метлок је открио да су сви имали добар разлог да не воле Сајмона Ле Симпла. |                    |                       |                  |                                                                       |                     |                            |
| 75 | 7                  | "Звезда"              | Симур Роби       | Синопсис: Ен Колинс Сценарио: Џојс Бурдит, Дин Харгров и Џоел Штајгер | 31. октобар 1989.   | 25.10                      |
| Згодна глумица Кетрин Мекеј је снимила свој први и једини болкбастер у каријери. Кад ју је један од глумаца стварно убоо, режисер Џоел Бишоп је оптужен за убиство. |                    |                       |                  |                                                                       |                     |                            |
| 76 | 8                  | "Преварант"           | Лео Пен          | Џералд Саноф                                                          | 7. новембар 1989.   | 24.10                      |
| Кад је једну Бенову странку преварили преваранти, он је одлучио да им се освети. Кад је један од њих убијен, а други одлучио да сведочи против њега, Бен га брани. Мишел је покушала да ради на другом члану екипе па је одведена са њим. |                    |                       |                  |                                                                       |                     |                            |
| 77 | 9                  | "Затвореник (1. део)" | Харви С. Ледмен  | Синопсис: Марвин Кафер и Џералд Саноф Сценарио: Џералд Саноф          | 14. новембар 1989.  | 22.30                      |
| Након што је Џон Џексон оптужен да је убио Рудија Чемберса, послат је у затвор "Риот", а затвореници су преузели управљање над затвором. Државни тужилац Питер Гарнер је замолио Метлока да оде у затвор јер затвореници хоће да суде Џону Џексону за убиство у "свом суду". Зато је Бен отишао и састао се са Стивом Мазаровским који треба да буде тужилац и рекао му да ће Мали бити уз њега све време као телохранитељ. Кад је Лни Маркус који је видео Рудијеву убиство одбио да сведочи, Бен и Мали су га касније пронашли убијеног. Мали је касније рекао да му је Руди био друг. |                    |                       |                  |                                                                       |                     |                            |
| 78 | 10                 | "Затвореник (2. део)" | Харви С. Ледмен  | Синопсис: Марвин Кафер и Џералд Саноф Сценарио: Џералд Саноф          | 21. новембар 1989.  | 23.70                      |
| Док је Метлок тражио оружје у затвору у ком су побијени Руди Чемберс и Лени Маркус, Конрад је куповао време опонашајући убијеног робијаша у најмање чуваном затвору. Такође су му се обратили лопови који су тражили неког робијаша да им помогне у послу па је пристао. |                    |                       |                  |                                                                       |                     |                            |
| 79 | 11                 | "Бегунац"             | Тони Морденте    | Брус Шели и Рид Шели                                                  | 28. новембар 1989.  | 24.40                      |
| Метлок зна Друа Керија од кад је био мали. Њему је у ствари смештено убиство стрица због лудих испада. Метлок је мислио да је Дру фин човек, а Дру је испао покварени младић који неће да прати упутства свог заступника сумњајући да је Валери (млада удата жена) у ствари починила убиство јер је имала прељубу са једним грађевинцем. Иако је Дру проглашен невиним за убиство стрица, судија Сојер га је ипак осудио на друштвено-користан рад због потешкоћа са понашањем и у суду и ван њега. |                    |                       |                  |                                                                       |                     |                            |
| 80 | 12                 | "Другови"             | Френк Тракери    | Фил Мишкин                                                            | 12. децембар 1989.  | TBA                        |
| Новембар 1955. године. Четворица Бенових другова са факултета су кренули на одмор, а током пута су покупили аутостоперку која је касније умрла. За њену смрт је окривљен сиромашни црнац Калвин Стоукс. Готово 35 година касније, један од њих (који је отишао пре него што је девојка умрла) је обавестио Бена о тома постхумним писмом и замолио заступника из Атланте да открије истину о томе шта се десило. За вечером, Бен се састао са преживелима, а они су све порицали. Касније, кад је Конрад известио Метлока о дотадашњој истрази, његов шеф је упалио кола после чега је подметнута направа пукла. Конрад је избукао Бена напоље и спасио шефу живот. Конрад је онда истражио тројицу другова од којих је један наводно замало убио Метлока. |                    |                       |                  |                                                                       |                     |                            |
| 81 | 13                 | "Шегрт"               | Харви С. Ледмен  | Синопсис: Ен Кколинс Сценарио: Џоел Штајгер                           | 19. децембар 1989.  | 25.60                      |
| Након што је Стивов ортак, који је случајно био шегрт власника једне продавнице, убијен, он је оптужен за његово убиство, а Метлок почиње да га брани. Конрад је рекао Лесу за дочек Нове године на који ће он и остали Метлокови сарадници ићи док је Метлок био у полицијској испостави и говорио Стивену да мора да да све од себе на дочеку, а не да ради. |                    |                       |                  |                                                                       |                     |                            |
| 82 | 14                 | "Сведокиња"           | Тони Морденте    | Сузан Вулен                                                           | 2. јануар 1990.     | 27.80                      |
| Пре него што је отишао у Калифорнију, Метлок је предао свој први случај, случај шефа разносача новина који је ухапшен због убиства, Мишел, а у ствари је њена стара другарица Сандра починила убиство јер је њен бивши дечко запретио да ће открити њен љубавни живот. У почетку, Мишел је било мрско да то уради Сандри кад ју је позвала за сведокињу, али је ипак урадила, а стара дугарица ју је навела на то да не призна. Последња појава Тајлера Хадсона. |                    |                       |                  |                                                                       |                     |                            |
| 83 | 15                 | "Средњошколац"        | Барт Бринкерхоф  | Синопсис: Марвин Кафер Сценарио: Џералд Саноф                         | 9. јануар 1990.     | 25.40                      |
| Професор енглеског језика, Џон Галагер, је дао свима петице сем Марку Картеру кога је оптужио да је преписивао на контролном. Марси је питала професора да ли је имао прељубу са другом женом што јој је он и признао. Док је уносио оцене ђака у свој рачунар, један од ђака га је убио, а на Метлоку и његовим сарадницима је да докажу ко је прави убица. |                    |                       |                  |                                                                       |                     |                            |
| 84 | 16                 | "Ток шоу"             | Роберт Ширер     | Дејвид Хофман и Лесли Дерил Зерг                                      | 16. јануар 1990.    | 25.50                      |
| Након што је Ден Гаровеј дао отказ извршном продуценту и понизио три жене током преноса, он бива убијен, а осумњичених није мало. Готово сви су га желели мртвог, али на Метлоку и Мишел је да докажу да ли је Марла, Лин или Кетрин крива за његово убиство. |                    |                       |                  |                                                                       |                     |                            |
| 85 | 17                 | "Жртва"               | Роберт Ширер     | Мајкл Маркс                                                           | 23. јануар 1990.    | 27.00                      |
| Метлок мора да прихвати случај Алекса Гордона, параплегичара који је убио супругу. Кад су Мишел и Конрад били код Алекса кући како би чули разговор шефа своје странке (који је био потпуно невин упркос томе што је спавао са Алексовом супругом) док је он јасно викао на своју странку да оде. |                    |                       |                  |                                                                       |                     |                            |
| 86 | 18                 | "Отмичар"             | Френк Такери     | Џојс Бурдит                                                           | 6. фебруар 1990.    | 24.10                      |
| Мишел и Конрад проверавају Метлокове старе случајеве како би сазнали ко је у ствари отео Метлока. У овој епизоди коришћени су делови из епизода "Судија", "Дон (1. део)", "Дон (2. део)" и "Сестре" из прве сезоне како би се сазнало ко је отео Бена. |                    |                       |                  |                                                                       |                     |                            |
| 87 | 19                 | "Професионалац"       | Барт Бринкерхоф  | Макс Ајзенберг                                                        | 13. фебруар 1990.   | 25.40                      |
| Кад је млади омржени тенисер Дејв Травис проглашен кривим за убиство Виктора Томасиа, Метлок мора да га брани у Атланти пре него што му се има лагано окаља. Он ионако није починио убиство јер је била самоодбрана. У Лос Анђелесу, Мишел и Конрад су испитивали неке од Трависових играча како би скинули љагу са његовог имена. |                    |                       |                  |                                                                       |                     |                            |
| 88 | 20                 | "Доушник (1. део)"    | Харви С. Ледмен  | Синопсис: Сем Ролф и Џералд Саноф Сценарио: Џералд Саноф              | 20. фебруар 1990.   | TBA                        |
| Љубоморни, ватрени заступник Дејвид О’Мали је унајмио Метлока да га заступа јер је оптужен да је убио Сема Чендлера, странку за коју је недавну открио да је имала прељубу са његовом супругом. |                    |                       |                  |                                                                       |                     |                            |
| 89 | 21                 | "Доушник (2. део)"    | Харви С. Ледмен  | Синопсис: Сем Ролф и Џералд Саноф Сценарио: Џералд Саноф              | 27. фебруар 1990.   | 25.70                      |
| Кад је Метлокова странка О’Мали дао отказ Анђели Пејџ јер јој је рекао да не иде на парастос Чендлеру па се она обратила Конраду да јој помогне да пронађе доушника који ће открити његовог убицу. |                    |                       |                  |                                                                       |                     |                            |
| 90 | 22                 | "О.Т."                | Рас Мејбери      | Дајана Копалд Маркус                                                  | 20. март 1990.      | 23.40                      |
| Након што је успешно осудила једног човека за убиство супругиног љубавника, Џули је запретио његов брат па је постала мета уходе што је довело до тога да Метлок и Конрад сазнају које одговоран за тешкоће једног психопате. |                    |                       |                  |                                                                       |                     |                            |
| 91 | 23                 | "Уцењивач"            | Кристофер Хиблер | Џералд Саноф                                                          | 1. мај 1990.        | 19.90                      |
| Метлок брани Питера Долана, државног сенатора оптуженог за убиство Рона Винфилда, цртача стрипова који је хтео јавно да проговори о његовој прељуби са супругом једног другог сенатора. |                    |                       |                  |                                                                       |                     |                            |
| 92 | 24                 | "Чудовиште из колача" | Харви С. Ледмен  | Мишел С. Кодос и Бони Л. ДеСуза                                       | 8. мај 1990.        | 19.00                      |
| Док је Кејт Волш спремала преузимање бројних мањих друштава, умрла је од нардажаја од лешника. Кад ју је свима било жао, Метлоко је одлучио да брани Бобија Нила. Док је био на тајном задатку, Конрада је ударио у главу радник на црно који је добио отказ, а Конрад га је питао да ли је украо опрему и колач што он није урадио. Конрад га је такође питао да ли га је заскочио синоћ када му је објаснио све што је урадио. |                    |                       |                  |                                                                       |                     |                            |